# Erik Thomson
Erik Thomson, född 27 april 1967 i Inverness i Skottland, är en skotskfödd nyzeeländsk-australisk skådespelare. Han är känd för att spela rollen som Hades i TV-serierna Hercules, Xena – Krigarprinsessan och Young Hercules, samt Dr. Mitch Stevens i sjukhusdramat All Saints och Dave Rafter i TV-serien Familjen Rafter. Han är från sju års ålder uppvuxen på Nya Zeeland.
Thomson är sedan 1999 gift med skådespelerskan Caitlin McDougall, med vilken han har dottern Eilish och sonen Magnus. Familjen är bosatt i Port Willunga i utkanten av Adelaide i South Australia.

## Filmografi (i urval)

### Filmer
- 2008 – The Black Balloon
- 2009 – The Boys Are Back

### TV-serier
- 1995–1999 – Hercules (TV-serie)
- 1995–1998 – Xena – Krigarprinsessan (TV-serie)
- 1998–1999 – Young Hercules (TV-serie)
- 1998–1999 – Always Greener (TV-serie)
- 1999–2003 – All Saints (TV-serie)
- 2008–2013 – Familjen Rafter (TV-serie) (även 2021)
- 2015–2018 – Trassel i paradiset (TV-serie)
- 2020 – The Luminaries (TV-serie)